# Cử nhân quản trị kinh doanh
 Cử nhân quản trị kinh doanh  (tiếng Anh: Bachelor of Business Administration) là bằng cử nhân về chuyên ngành quản trị kinh doanh. Quản trị kinh doanh là hành vi quản trị quá trình kinh doanh để duy trì, phát triển công việc kinh doanh của doanh nghiệp, bao gồm việc cân nhắc, tạo ra hệ thống, quy trình và tối đa hóa "hiệu suất", "quản lý hoạt động kinh doanh" bằng quá trình tư duy và ra quyết định của nhà quản lý. Trong hầu hết các trường đại học, trình độ này được trao sau khi một sinh viên sau bốn năm học toàn thời gian (120 giờ tín chỉ) về một trong các lĩnh vực sẽ kể dưới đây. Chương trình BBA thường bao gồm các khóa học kinh doanh nói chung và các khóa học nâng cao các nội dung cụ thể. Các bằng cấp tương tự và có thể thay thế cho bằng BBA là Cử nhân Khoa học Quản trị Kinh doanh (BSBA), và Cử nhân Quản lý Khoa học (BMS).

## Nội dung chương trình đào tạo cử nhân quản trị kinh doanh
Chương trình BBA bao gồm một loạt các "môn học chính" cho phép sinh viên có thể đi sâu về một lĩnh vực học tập cụ thể; Các môn học chính thường bao gồm: kế toán, kinh doanh, pháp luật và đạo đức, kinh tế, tài chính, quản lý hệ thống thông tin, tiếp thị, quản lý hoạt động, hành vi tổ chức, nghiên cứu hoạt động, và quản lý chiến lược.
Các chương trình Cử nhân Quản trị Kinh doanh cho phép học sinh chuyên về một lĩnh vực học tập cụ thể bao gồm:
- Kế toán
- Doanh nhân
- Tài chính
- Khoa học Pháp lý
- Quản lý
- Quản lý hệ thống thông tin
- Marketing
- Quản lý chuỗi cung ứng

BBA (Cử nhân Quản trị kinh doanh) / BBS (Cử nhân Kinh doanh học) là một khóa học bốn năm toàn thời gian được thiết kế để cung cấp cho sinh viên các kiến thức cơ bản và sự hiểu biết rõ ràng về tất cả các chức năng của một công ty như marketing, tài chính, hệ thống, vv quản lý nguồn nhân lực và tương tự như một chương trình MBA. Trong năm cuối cùng, sinh viên có thể chuyên về bất kỳ một ngạch nào
BBA phát triển kỹ năng quản lý của sinh viên bằng cách cho người đó một cái nhìn rộng hơn thông qua kiến thức của tất cả các chức năng, nâng cao quyết định của họ, làm cho năng lực và dùi mài kỹ năng giao tiếp của họ. Phương pháp này bao gồm việc đào tạo thông qua kinh nghiệm thực tế trong các hình thức nghiên cứu trường hợp, các dự án, thuyết trình, thăm ngành, và tương tác với các chuyên gia từ các ngành. Với đầu vào như vậy, sinh viên tốt nghiệp cử nhân quản trị kinh doanh có một ưu thế hơn hơn sinh viên tốt nghiệp khác và nhận được nhập trực tiếp vào thế giới của công ty.

## Các chương trình đào tạo cử nhân quản trị kinh doanh
Khoa quản trị kinh doanh là một khoa cơ bản thuộc khối kinh tế. Các trường thuộc khổi kinh tế đều đào tạo cử nhân quản trị kinh doanh. Tại Việt Nam, việc hoàn thành tấm bằng cử nhân quản trị kinh doanh vẫn chưa đem lại cho sinh viên đầy đủ kỹ năng cần thiết. Vì thế, các chương trình cử nhân quản trị kinh doanh liên kết hợp tác với nước ngoài đã phát triển và đáp ứng nhu cầu của sinh viên về một chương trình đẳng cấp quốc tế. Chẳng hạn như: Chương trình cử nhân Quản trị Tài chính - Ngân hàng do Đại học Bolton - Vương quốc Anh đào tạo và cấp bằng tại Trường Đại học Ngân hàng TP.HCM; chương trình Cử nhân quốc tế chuyên ngành Quản trị kinh doanh là chương trình hợp tác giữa ĐH Kinh tế Quốc dân và tổ chức giáo dục Tyndale, Singarpore, Tổ chức Khảo thí và cấp bằng Edexcel và ĐH tổng hợp Sunderland, Vương quốc Anh.; chương trình Cử nhân quản trị kinh doanh của học viện Tài chính liên kết với đại học Gloucestershire, Anh quốc; Đại học tổng hợp Washington (Hoa Kỳ) đào tạo MBA; Trường đại học tư thục Hoa Sen (TP Hồ Chí Minh) mở chi nhánh tại Hà Nội đào tạo nhân lực quản trị kinh doanh bằng hình thức liên kết với UBI (Bỉ)